# Avalithoxus jantjae
Avalithoxus jantjae – gatunek słodkowodnej ryby sumokształtnej z rodziny zbrojnikowatych (Loricariidae), jedyny przedstawiciel rodzaju Avalithoxus. Został opisany naukowo w 2008 z Río Ventuari w Wenezueli pod nazwą Lithoxus jantjae. Gatunek endemiczny. Wyróżnia się wśród wszystkich rodzajów podrodziny Hypostominae obecnością 12 rozgałęzionych promieni w płetwie ogonowej. W 2018 został przeniesiony do nowo utworzonego rodzaju Avalithoxus.